# Акчурин, Ренат Сулейманович
Рена́т Сулейманович Акчу́рин (2 апреля 1946, Андижан, Андижанская область, Узбекская ССР, СССР — 6 октября 2024) — советский и российский кардиохирург. Доктор медицинских наук, профессор, академик Российской академии медицинских наук (2000) и Российской академии наук (2011). Почётный член Академии наук Республики Башкортостан (1998) и Академии наук Республики Татарстан (1999). Лауреат Государственной премии СССР (1982) и Премии Правительства Российской Федерации 2004 года.
Руководил отделом сердечно-сосудистой хирургии Института клинической кардиологии имени А. Л. Мясникова Российского кардиологического научно-производственного центра РАМН.

## Биография
Родился 2 апреля 1946 года в городе Андижане Узбекской ССР в семье учителей. По национальности татарин. Учился в Андижанском медицинском институте, окончил 1-й Московский медицинский институт имени И. М. Сеченова в 1971 году. Доктор медицинских наук, профессор. Брат бывшего командующего зенитными ракетными войсками ПВО СССР Расима Акчурина.
С 1971 года — участковый врач-терапевт, в 1972—1973 — врач-травматолог в Реутовской городской больнице (г. Реутов Московской области). По совместительству работал хирургом в 70-й больнице г. Москвы и травматологом в Балашихинской районной больнице Московской области.
В 1973—1975 годах работал в клинической ординатуре по хирургии Всесоюзного научно-исследовательского института клинической и экспериментальной хирургии.
С марта 1975 года — младший научный сотрудник отдела микрососудистой хирургии,
с 1978 года — старший научный сотрудник отделения микрохирургии сосудов Всесоюзного научного центра хирургии Академии медицинских наук СССР.
В 1978 году защитил кандидатскую диссертацию «Организация и показания к микрохирургической реплантации пальцев и кисти».
С 1984 года начал специализироваться в области кардиохирургии и был направлен на стажировку в клинику американского хирурга Майкла Дебейки в Хьюстон. После возвращения из США был назначен руководителем отдела сердечно-сосудистой хирургии Института клинической кардиологии имени А. Л. Мясникова Российского кардиологического научно-производственного центра РАМН.
Был известен как авторитетный специалист, развивший уникальные направления в восстановительной, сосудистой и кардиохирургии. Работал над такими направлениями, как реконструктивная и пластическая микрохирургия, реконструктивная и пластическая хирургия конечностей, реконструктивная микрохирургия коронарных артерий, хирургическое лечение ишемической болезни сердца, хирургическое лечение нарушений ритма, защита миокарда, лазерная ангиопластика, вопросы трансплантации сердца и комплекса сердце-легкие. Стал соавтором первых в стране операций по реплантации пальцев, пересадке пальцев стопы на кисть, сложносоставных пластических операций по восстановлению беспалой кисти — и других.
В ноябре 1996 года выполнил операцию коронарного шунтирования сердца первому президенту РФ Б. Н. Ельцину.
Член-корреспондент РАМН с 25 марта 1997 года. Академик РАМН с 31 марта 2000 года.
В 2011 году избран академиком Российской академии наук.
В 2012 году был избран членом Общественной палаты Центрального федерального округа.

### Смерть
Скончался 6 октября 2024 года в возрасте 78 лет после тяжёлой продолжительной болезни. Прощание прошло 9 октября 2024 года в Институте клинической кардиологии имени А. Л. Мясникова. Похороны прошли в тот же день на Троекуровском кладбище.

## Научная деятельность
Автор более 300 научных публикаций. Был инициатором и одним из основных разработчиков Федеральной программы «Медицина высоких технологий». Был избран членом совета директоров Международного хирургического общества имени М. Дебейки (1995 год), членом научного совета Всемирного общества ангиологов (1994 год), членом президиума Российского общества по сердечно-сосудистой хирургии (1994 год), членом Европейского общества сердечно-сосудистой хирургии (2000 год), членом Попечительского совета Государственного академического Малого театра России[когда?].

## Семья
Был женат; сыновья Максим (род. 1973) и Андрей (1978—2004).
Родной брат: Расим Сулейманович Акчурин (род. 1931), генерал-полковник.

## Награды
- Государственная премия СССР 1982 года в области науки и техники (28 октября 1982 года) — за разработку экстренных микрохирургических операций при травматических ампутациях пальцев и кисти[11]
- Почётная грамота Правительства Российской Федерации (2 апреля 1996 года) — за большой личный вклад в развитие сердечно-сосудистой хирургии и в связи с 50-летием со дня рождения[12]
- Орден Почёта (2 мая 1996 года) — за заслуги перед государством и многолетний добросовестный труд[13]
- Орден Орла III степени (1997)
- Международный орден имени Пола Харриса от неправительственной международной благотворительной организации Ротари Интернешнл (1998).
- Командор ордена Заслуг (Перу, 1 июля 2000)[14].
- Государственная премия Российской Федерации 2001 года в области науки и техники (5 августа 2002 года) — за работу «Хирургическое лечение сочетанных сердечно — сосудистых и онкологических заболеваний»[15]
- Почётный профессор МГУ имени М. В. Ломоносова (2004)
- Премия Правительства Российской Федерации 2004 года в области науки и техники (2 мая 2005 года) — за разработку, организацию производства и внедрение в медицинскую практику аппаратного вакуумного переносного комплекса для операций аортокоронарного шунтирования на работающем сердце «КОСМЕЯ»[16].
- Орден «За заслуги перед Республикой Татарстан» (2006 год) — за выдающиеся заслуги в области здравоохранения[17].
- Заслуженный врач Республики Татарстан (2012 год)[18]
- Занесение в Книгу почёта Казани (15 августа 2012 года)[19].
- Орден Дружбы (31 марта 2016 года) — за достигнутые трудовые успехи, активную общественную деятельность и многолетнюю добросовестную работу[20]
- Орден «За заслуги перед Кабардино-Балкарской Республикой» (31 марта 2016 года) — за большой личный вклад в развитие здравоохранения Кабардино-Балкарской Республики[21][22].
- Почётная грамота Российской академии наук (2016)[23].
- Большая золотая медаль имени Н. И. Пирогова РАН (2018) — за фундаментальные и прикладные исследования в области кардиохирургии и микрохирургии[24]
- Орден «За заслуги перед Отечеством» IV степени (29 марта 2021 года) — за большой вклад в развитие здравоохранения и многолетнюю добросовестную работу[25]
- Золотая медаль Академии наук Республики Татарстан «За достижения в науке» (2016 год)[26].